# Roger Penrose

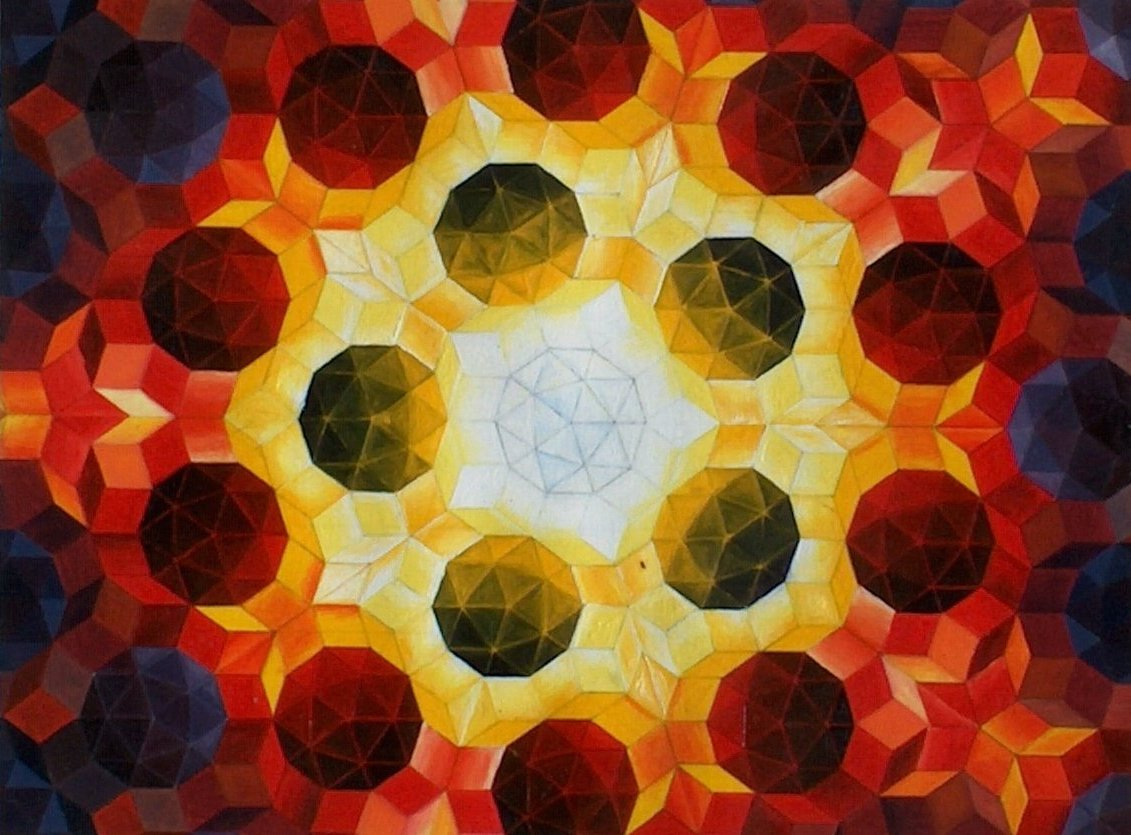
Olieverfschilderij van Urs Schmid (1995) met 'Penrose-tegels'

Roger Penrose (Colchester (Essex), 8 augustus 1931) is een Brits wis- en natuurkundige. Hij is emeritus hoogleraar wiskunde aan de Universiteit van Oxford en tevens hoogleraar meetkunde aan het Gresham College in Londen. In 2020 kreeg hij de Nobelprijs voor de natuurkunde voor zijn onderzoek aan zwarte gaten, samen met Reinhard Genzel en Andrea Ghez.
Penrose is geboren als zoon van de medici Lionel Penrose en Margaret Leathes. De schaker Jonathan Penrose is zijn broer. Vanwege zijn bijdragen aan de wetenschap werd hij in 1994 in de Britse adelstand verheven.
Als eerste ontdekte Penrose dat singulariteiten die zich binnen in zwarte gaten bevinden ook daadwerkelijk kunnen ontstaan.

## Werk: algemeen
Penrose begon zijn wetenschappelijke carrière in de algebraïsche meetkunde na zijn PhD te hebben gehaald aan het St John's College van de Universiteit van Cambridge. Toen hij in de periodes 1952-1955 en 1957-1960 in Cambridge werkte (tussen 1955-1957 was hij docent aan het Bedford College van de Universiteit van Londen), wekten Hermann Bondt en Dennis Sciama zijn belangstelling op voor de algemene relativiteitstheorie. Dankzij zijn wiskundige achtergrond benaderde hij dat onderwerp anders dan tot dan toe gebruikelijk was. Hij had een bijzondere belangstelling voor de globale lichtkegelstructuur van de ruimtetijd en voor de vergelijkingen van velden met rustmassa 0. In 1965, tien jaar na het overlijden van Albert Einstein, bewees hij met vindingrijke wiskundige methodes dat zwarte gaten een rechtstreeks gevolg zijn van Einsteins relativiteitstheorie. Dit leidde tot het besef bij natuurkundigen dat zwarte gaten echt kunnen bestaan en waar actief in het heelal naar gezocht moest worden.
Hij is bij het grote publiek vooral bekend om zijn bijdragen aan de kosmologie, met name in de vorm van het boek The Nature of Space and Time ('De aard van ruimte en tijd') dat hij samen met de natuurkundige Stephen Hawking schreef. Op het terrein van de kunstmatige intelligentie is hij een bekende tegenstander van de theorie dat een sterke artificiële intelligentie (technisch afgekort als AI) mogelijk zal zijn. Ook de 'Penrose-betegelingen' zijn van zijn hand. Bij het grote publiek werd Penrose bekend met zijn boek The emperor's new mind uit 1989 over de bewustzijnstheorie.
In 2004 publiceerde hij een boek over de moderne natuurkunde, met de titel The Road to Reality: A Complete Guide to the Laws of the Universe (in 2019 in het Nederlands vertaald als De weg naar de werkelijkheid; Een complete gids naar de wetten van het heelal). In dat boek behandelt hij het Standaardmodel van de deeltjesfysica, de algemene relativiteitstheorie en de kwantummechanica, alsmede de mogelijke unificatie van deze theorieën.

## Bewustzijnstheorie
Penrose ontwikkelde samen met de Amerikaanse anesthesisloog Stuart Hameroff een kwantumtheorie van het bewustzijn. Deze door hen Orchestrated Objective Reduction (Orch-OR) of kortweg kwantumbewustzijn genoemde theorie heeft als grondslag het idee dat met anesthesie het bewustzijn wordt uitgeschakeld. Het begrijpen van de werking ervan zal, aldus deze wetenschappers, leiden tot het begrijpen van het bewustzijn. Volgens Hameroff veroorzaken de toegediende gassen structurele veranderingen in de tubuline-eiwitten die de cilindrische polymeren van de microtubuli vormen en die op hun beurt het cytoskelet in de zenuwcel vormen. Het bewustzijn zou worden ontregeld door het aan banden leggen van de beweeglijkheid van de elektronen binnen deze eiwitmoleculen.
Volgens Penrose en Hameroff is de opbouwlocatie van het 'kwantumbewustzijnspotentieel' de microtubulus, een circulatiesysteem (onderdeel van de cilia: dunne haarachtige uitsteeksels van de cellen) waarvan er honderden per neuron, in alle neuronen, aanwezig zijn, en die in staat zijn informatie te verwerken. De Orch-OR gaat uit van kwantumprocessen in deze microtubuli.
De tubuline-eiwitten in de microtubuli kennen twee 3D-configuraties elektronen die zich gedragen als golven of als deeltje), die in superpositie zouden kunnen voorkomen (de gelijktijdige aanwezigheid van verschillende staten of posities). Door wisselwerking tussen de tubuline-eiwitten en spreiding van kwantumstaten (als biologische 'kwantum bits' of 'qubit', oftewel 1 en/of 0 positie) over zenuwnetwerken, zouden de hersenen gelijken op een kwantumcomputer, dat door middel van kwantumspincoherentie non-lokaal informatie uitwisselt met bewustzijn, dat zij alsnog buiten de hersenen situeren.

## Penrose-driehoek

Driehoek van penrose

De penrose-driehoek is een onmogelijk figuur, genoemd naar Roger Penrose, die deze herontdekte. De driehoek is echter als eerste getekend door de Zweedse kunstenaar Oscar Reutersvärd in 1934. Hij bevat drie balken die alle drie loodrecht op de andere twee lijken te staan, maar tezamen toch een driehoek vormen (zie de afbeelding).

## Penrose-betegeling

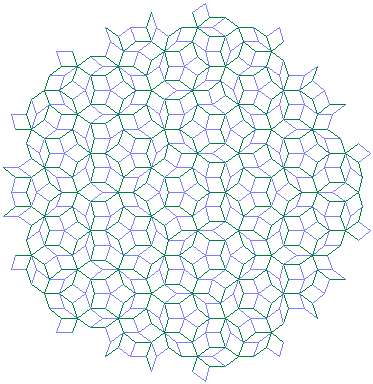
Aperiodieke betegeling

Een penrose-betegeling is een aperiodieke betegeling van een vlak, vernoemd naar Penrose, die deze betegeling ontdekte in 1973. Dit betreft een bepaalde manier om twee verschillende soorten tegels aan elkaar te leggen zonder dat er ergens een herhalend patroon te vinden is. 3D-versies staan model voor quasi-kristallen.